# Seznam blízkovýchodních mírových návrhů
Tento článek je seznam blízkovýchodních mírových návrhů.

## Libanonská občanská válka mírové dohody
- Taífská dohoda

## Arabsko-izraelská diplomacie a mírové dohody
- Dohody o příměří, 1949
- Dohody z Camp Davidu, 1978
- Egyptsko-izraelská mírová smlouva (1979)
- Reaganův plán (1. září 1982)
- Madridská konference (1991)
- Mírová dohoda z Osla (1993)
- Izraelsko-jordánská mírová smlouva (1994)
- Summit v Camp Davidu, 2000
- Ženevská jednání 2003
- Projekty práce za mír
- Mezinárodní právo a Arabsko-izraelský konflikt
- Mírové návrhy hraběte Folke Bernadotte (1947-1948)
- Rezoluce Rady bezpečnosti OSN č. 242 (22. listopadu 1967)
  - Země za mír (1967)
- Jarringova mise (1967-1971)
- Rogersův plán (1969)
- Rezoluce Rady bezpečnosti OSN č. 338 (22. října 1973)
- Mír nyní (1978- )
- Reaganův plán (1. září 1982)
- Mírová dohoda z Osla (1993)
- Memorandum od Wye River (23. října 1998)
- Summit v Camp Davidu (2000)
- Summit v Tabě (leden 2001)
- Elonův mírový plán (2002)
- Arabská mírová iniciativa (28. března 2002)
- Hlas lidu (27. července 2002)
- Cestovní mapa (30. dubna 2003)
- Izratina (8. května 2003)
- Ženevská jednání (20. října 2003)
- Hlas lidu
- Summit v Šarm Al-Šejchu (2005) (8. února 2005)
- Francouzsko-italsko-španělský blízkovýchodní mírový plán
- Jednostátní řešení
- Dvoustátní řešení

## První světová válka - diplomacie a mírové dohody
- Sykesova–Picotova dohoda 1916
- McMahon–Husseinnova  1916
- Pařížská mírová konference 1919
- Pařížská mírová konference (1919)
- Fajsal-Weizmannova dohoda (1919)
- Sèvreská smlouva 1920